# Улица Холодный Яр
Улица Холодный Яр (укр. Вулиця Холодний Яр) — улица в Новозаводском районе города Чернигова. Пролегает от улицы Василия Симоненко (Десняка) до улицы Ватутина, исторически сложившаяся местность (район) Холодные Яры.
Примыкает улица Леси Украинки.

## История
Переулок 2-й спуск 1-го Холодного яра был проложен после 1908 года и застроен индивидуальными домами.
В 1955 году переулок 2-й спуск 1-го Холодного яра переименован на переулок Тимофея Черняка — в честь участника Гражданской войны, уроженца Черниговщины Тимофея Викторовича Черняка. В 1981 году переулок Тимофея Черняка преобразован в улицу Тимофея Черняка.
12 февраля 2016 года улица получила современное название — связанное с исторически сложившайся местностью Холодные Яры, где улица расположена, согласно Распоряжению городского главы В. А. Атрошенко Черниговского городского совета № 46-р «Про переименование улиц и переулков города» («Про перейменування вулиць та провулків міста»)

## Застройка
Улица проложена в юго-западном направлении, делает несколько изгибов-поворотов. Парная и непарная стороны улицы заняты усадебной застройкой.
Дом № 6 — деревянный одноэтажный на два входа, 4-оконный, окна украшены деревянными сандриками и ставнями. Дом № 11 (1/1) — деревянный одноэтажный на кирпичном фундаменте, 2-оконный. Дом № 14 — деревянный одноэтажный с горизонтальной линией карниза, украшенного резьбой, 2-оконный с одной и другой стороны (с улиц Холодный Яр и Леси Украинки), сейчас есть кирпичная пристройка.
Учреждения: нет
Есть ряд значимых и рядовых исторических зданий, что не являются памятниками архитектуры или истории, например, усадебный дом № 14.